# Sonhos
Sonhos es el vigesimoquinto álbum de Cristiano Malgioglio, publicado el 8 de diciembre de 2017 de la Malgioglio Records y distribuido de Music First. En el disco, compuesto por 12 canciones, el cantante reinterpreta algunas conocidas canciones brasileñas.

## Producción
La creación del álbum nace de la gran pasión de Cristiano Malgioglio por la música brasileña, lo cual le llevó a grabar las canciones que le tienen “marcado el corazón”. Entre las canciones interpretadas hay temas de Alcione Nazareth, Marisa Monte, Agepe y, especialmente, la versión brasileña de “Sonhos”, canción de Peninha que el autor tradujo en italiano para Mina, en el álbum Cadenas, publicado en 1984. Respecto a la ausencia de canciones de Roberto Carlos, el autor ha declarado: "No he querido insertar Roberto Carlos, que es el más gran cantante absoluto del mundo, porque le había ya dedicado un álbum: Amiche (Amigas, 1991), con Milva, Rita Pavone, Sylvie Vartan e Iva Zanicchi, entre otras.
El primer sencillo del disco fue "O maior golpe do mundo (mi sono innamorato di tuo marito)", con letra de Sabino Corrêa y Daniele Pace y música de Marcos Lago y Dino Rossi, publicado el 24 de mayo de 2017. La canción recibió un gran éxito mediático, y el vídeo oficial ha alcanzado millones de visualizaciones en Youtube. El 15 de diciembre de 2017 el primero sencillo "O maior golpe do mundo", después de meses desde la publicación, se encontraba en el Top 100 de iTunes y el vídeo musical en al séptimo lugar en las tendencias de Youtube Italia.

## Pistas
1. O maior golpe do mundo (mi sono innamorato di tuo marito) – 3:23
2. Sonhos – 4:17
3. Deixa eu te amar – 4:05
4. Tres – 3:52
5. Moça – 4:19
6. Poxa – 3:04
7. Ainda Bem – 3:32
8. Veja bem meu bem – 3:39
9. El que llora no ama – 4:45
10. Tico tico – 3:11
11. Sonho Meu – 3:16
12. Lambada – 3:48

Duración total: 45:11